# Gō Shiina
Gō Shiina, pseudonimo di Masaru Shiina (椎名 豪?, Shiina Masaru; Yokohama, 16 maggio 1974), è un arrangiatore e compositore giapponese la cui fama è dovuta principalmente ai suoi lavori nel campo dei videogiochi..
Shiina, unitosi alla Namco nel 1997, era molto conosciuto nella sua vecchia compagnia per aver scritto la musica per alcuni giochi come Tales, Mr. Driller, e God Eater. Ha ottenuto un riconoscimento per i suoi eccezionali lavori orchestrali su Tales of Legendia nel 2005. Da allora, ha anche contribuito alla musica di diversi titoli come Tekken, Ace Combat, e The Idolmaster. Oltre ai videogiochi, Shiina ha anche composto colonne sonore per varie serie di anime e film.
I lavori di Shiina sono noti per avere suoni forti, pesanti e orchestrali. Ha lasciato la Bandai Namco Entertainment nel 2017, ed è attualmente un compositore freelance. Nonostante ciò, ha continuato a lavorare con la sua vecchia compagnia per altri progetti, tra cui la serie God Eater e Code Vein.

## Biografia
A Shiina è stato insegnato come suonare l'organo elettrico dai suoi genitori quando era più piccolo. Sebbene non fosse un musicista affermato prima di diventare un compositore, era precedentemente membro di una cover band dei Megadeth che suonava anche musica J-pop. Shiina si era iscritto alla scuola media Dokkyo. Dopo essere stato respinto da 46 società, tra cui una società di gioielli, una società finanziaria e una compagnia di fast food, è stato assunto dalla Namco (ora Bandai Namco Entertainment);
Creare musica per vecchie versioni arcade usando i tracciatori di suoni della Namco, sembrava più una programmazione per computer che una composizione per Shiina, ma ha affermato che l'esperienza lo ha aiutato quando in seguito avrebbe dovuto usare i suoni MIDI nei giochi futuri. Le canzoni che ha composto per il primo "Mr. Driller" sono state ritenute inadatte per un gioco di puzzle da parte di alcuni membri dello staff.
Il primo progetto da solista di Shiina è stato "Mr. Driller G." Gli è stato dato ampio accesso a strumenti dal vivo e un'incredibile quantità di libertà creativa, preparando il terreno per il suo lavoro successivo.
Quando ha iniziato a scrivere le canzoni per Tales of Legendia, cercò di seguire le orme del compositore principale della serie Motoi Sakuraba, ma in seguito fu ispirato a sviluppare un suo stile personale.
Nel settembre del 2017, Shiina ha annunciato il suo ritiro dalla Bandai Namco; successivamente è diventato un compositore freelance.

## Stile musicale e influenze
La musica di Gō Shiina è caratterizzata da melodie drammatiche e arrangiamenti insoliti. Le sue colonne sonore contengono una vasta gamma di stili musicali, incluso il jazz, orchestra, fusion e rock, mescolando spesso generi e strumenti diversi ottenendo suoni unici. Molte delle sue canzoni usano sezioni di corde dal vivo, slapping, effetti di filtro audio e lingue artificiali.
Ha affermato che è capace di scrivere musica di qualsiasi genere, purché sia motivato, inoltre ha aggiunto, in un'altra occasione, che quando scrive una canzone, il tempo che impiega dipende se conosce la voce naturale del cantante. Shiina ritiene che ci siano due tipi di composizioni: "alcune tracce possono essere isolate come pezzi musicali, e alcune funzionano solo quando le senti nel gioco "e spesso altera o lascia fuori certe canzoni quando le mette insieme". Quando compone tracce vocali o strumentali, spesso canta le parti a voce alta. Per la colonna sonora di God Eater, Shiina ha spiegato che la natura creativa della storia lo ha spinto a essere creativo anche con la musica. Si guardò intorno in cerca di una varietà di strumenti provenienti da molti paesi, infatti, alcuni degli stili e degli strumenti presenti nella colonna sonora includono la musica tradizionale giapponese, musica africana e il sitar indiano. Ha anche eseguito alcuni arrangiamenti per band.

## Lavori

### Videogiochi
- Hammer Champ (1998)
- World Stadium 98 EX (1998)
- Ace Combat 3: Electrosphere (1998)
- Quick & Crash (1998)
- Mr. Driller (1999) – con Tomoko Tatsuta
- Klonoa 2: Lunatea's Veil (2001) – con Kanako Kakino, Eriko Imura, Katsuro Tajima, e Asuka Sakai
- Mr. Driller G (2001)
- Kotoba no Puzzle: Mojipittan (2001) – (una sola traccia, "Mr. Driller Stage")
- Taiko no Tatsujin 3 (2002)
- Mr. Driller: Drill Land (2002)
- MotoGP 3 (2003)
- Taiko no Tatsujin: Appare Sandaime (2003) – (una sola traccia, "MEKADON~Uchuu ni Kieta Meka Taiko")
- Tekken 5 (2004)
- The Idolmaster (2005) – (due canzoni, "Taiyou no Jealousy" e "Aoi Tori")
- Tales of Legendia (2005)
- Tekken: Dark Resurrection (2005)
- Tales of the World: Radiant Mythology (2006) – con Motoi Sakuraba e Takuya Yasuda
- Pro Baseball Nechu Star 2006 (2006) – (sigla iniziale)
- Kyou Kara Maoh! - Hajimari no Tabi (2006) – composizioni guida
- Tales of Fandom Vol.2 (2007) – (sigla iniziale e finale)
- Tekken 6 (2007)
- Taiko no Tatsujin 11 (2008) – (una sola traccia, "Haikei, Gakkou nite...")
- Mr. Driller Online (2008)
- Tales of the World: Radiant Mythology 2 (2009)
- Tales of VS. (2009) – con Motoi Sakuraba
- The Idolmaster Dearly Stars (2009) – ("ALIVE")
- God Eater (2010)
- Ace Combat: Joint Assault (2010) – composizioni guida, con Kanako Kakino e Inon Zur
- Gods Eater Burst (2010)
- Tales of the World: Radiant Mythology 3 (2011) – con Motoi Sakuraba, Takuya Yasuda, Kota Nakashima, e Kazuhiro Nakamura
- Tekken Tag Tournament 2 (2011)
- Ace Combat 3D: Assault Horizon Legacy (2012) – composizioni guida
- Tales of the Heroes: Twin Brave (2012) – con Motoi Sakuraba
- Tales of the World: Tactics Union (2012)
- God Eater 2 (2013)
- Golden Time: Vivid Memories (2014)
- The Idolmaster One For All (2014) – ("Saihyou")
- Tales of the World: Reve Unitia (2014)
- God Eater 2: Rage Burst (2015)
- Tales of Zestiria (2015) – con Motoi Sakuraba
- God Eater Resurrection (2015)
- Tales of the Rays (2017) – con Motoi Sakuraba, Eriko Sakurai, e Kazuhiro Nakamura
- Tekken 7: Fated Retribution (2017) – (due tracce, "DUOMO DI SIRIO 1st" e "DUOMO DI SIRIO 2nd")
- LayereD Stories 0 (2017) – composizioni guida, con Mitsuhiro Kitadani e Hiroyuki Fujita
- The Idolmaster Stella Stage (2017) – ("Blooming Star")
- God Eater Resonant Ops (2018)[7]
- God Eater 3 (2018)[7]
- Ace Combat 7: Skies Unknown (2019) – (una composizione riutilizzata da Ace Combat 3D: Assault Horizon Legacy)
- Sound Voltex Vivid Wave (2019) – (una sola traccia, "Unkai")
- Yume Utsutsu Re:Master (2019) – (sigla finale, "Natsukashi Machi")
- Code Vein (2019)
- Arknights (2020) – (Towerfierce)

### Anime
- Sakura no Ondo (2011)
- The Idolmaster (2011)
- Gyo: Tokyo Fish Attack (2012)
- Kyōsōgiga (2013)
- Majocco Shimai no Yoyo to Nene (2013)
- The Idolmaster Movie: Beyond the Brilliant Future! (2014) – (una composizione di brani inserita)
- In Search of the Lost Future (2014) – (arrangiamento musicale)
- Tales of Zestiria: Dawn of the Shepherd (2014) – con Motoi Sakuraba
- God Eater (2015)
- Dimension W (2016) – composizioni guida, con Yoshiaki Fujisawa
- Tales of Zestiria the X (2016) – con Motoi Sakuraba
- Juni Taisen: Zodiac War (2017)[8]
- LayereD Stories 0 (2017)
- Fate/Grand Order x Himuro's World: Seven Most Powerful Great Figures Chapter (2017)
- Today's Menu for the Emiya Family (2018)[9]
- Million Arthur (2018)[10]
- Demon Slayer: Kimetsu no Yaiba (2019) – con Yuki Kajiura[11]